# ファンドレイザー
ファンドレイザー（英：fundraiser）は、主に民間非営利団体での資金調達を専門に行う職業のこと。
その役割は、「社会のために何か役に立ちたいと思っている人たち」と「社会の課題を解決している人たち」をつなぐことにある。
アメリカでは2009年にUS News誌が毎年発表するベストキャリーズという特集の中で、やりがい・報酬・ステイタスなどの面を総合的に評価したアメリカのトップキャリアの30個の中に、ファンドレイザーがランクインした。
特定の資格は必要ないが、日本ファンドレイジング協会が「認定ファンドレイザー」の資格認定制度を設けており、またインディアナ大学のファンドレイジングスクール（The Fundraising School）など、ファンドレイザー養成のための専門の教育機関もある。

## 概要
主な仕事内容は、ファンドレイジングである。
ファンドレイジングとは、民間非営利団体が、活動のための資金を個人、法人、政府などから集める行為の総称のこと。
資金を集める過程では、それぞれの団体が取り組む問題の現状について知り、その活動に共感し、団体が示す解決策に納得した相手から寄付を募ることになる。
そのため、その仕事内容は資金集めにとどまらず、社会に対して団体の取り組む問題について広く伝える役割、つまり認知拡大の役割も担っている。

## 認定ファンドレイザー
日本ファンドレイジング協会が設けるファンドレイザーのための資格。
准認定ファンドレイザー
ファンドレイジングの基本的な要素を押さえることを目的として、未経験者でも取得可能。
研修を受けたのち、筆記試験を経て取得。
認定ファンドレイザー
3年以上の有償実務経験を踏まえて、包括的なファンドレイジング力が求められる。
准認定ファンドレイザー取得者が、研修を受け、ファンドレイジングに関するレポート作成、筆記試験を経て取得。
この認定ファンドレイザー資格は、世界のファンドレイザー資格CFRE(Certified Fundraising Executive)との相互認証制度を設けている。
また、日本ファンドレイジング協会は、一年に一回、世界4大ファンドレイジング大会の一つである、ファンドレイジング・日本を開催している。

## 主なファンドレイジングの手法
・街頭募金や募金箱
・会員（会費）
・マンスリーサポーター（月々の引き落としによる寄付）
・オンライン・サイトを通じた寄付（JustGiving、Give Oneなど）
・相続による寄付
・未投函の書き損じ葉書などの物品寄付
・クレジットカードなどのポイント寄付
・古本による寄付
・アフィリエイトなどの広告収入寄付
・商品の売り上げの一部の寄付（コーズマーケティング）
・チャリティ・イベントを通じた寄付
・助成金
・補助金
・疑似私募債

## 日本以外
アメリカでは、大学生の文系就職先の人気ランキングトップ20に3つものNPOが入るなど、日本に比べて、非営利セクターが発展している。
そのような背景から、ファンドレイジングの手法の研究も進んでおり、資金調達を担うファンドレイザーも人気の高い職業になっている。
ファンドレイザーの中には、ヘッドハンティングでNPOを渡り歩き、事務局長や代表よりも高額の給料を得ているものもいる。
また、ファンドレイジングを学ぶ大学や、ファンドレイジングを専門としたNPOやコンサルティング会社があるなど、ファンドレイザーを取り巻く環境は、日本とは大きく異なる。